# Nervi accessori espinal
El nervi accessori espinal o onzè parell cranial o nervi cranial XI, proporciona innervació motriu a dos músculs del coll: el múscul esternoclidomastoidal i el múscul trapezi.